# Хокејашка лига Србије 2006/07.
Хокејашка лига Србије 2006/07. је било прво такмичење организовано под овим именом од стране Хокејашког савеза Србије. У лиги је учествовало пет клубова.

## Систем такмичења
У регуларном делу сезоне сваки клуб је играо 16 меча. Најбоља четири клуба пласирала су се у плеј оф. У плеј офу се играло на два добијена меча.
Шампион је постао Партизан. То је клубу била прва титула у Хокејашкој лиги Србије, а укупно једанаеста рачунајући Прву лигу Југославије, Хокејашку лигу СР Југославије и Хокејашку лигу Србије и Црне Горе.

## Клубови
| Клуб          | Град         | Арена                  | Капацитет | Основан |
| ------------- | ------------ | ---------------------- | --------- | ------- |
| Партизан      | Београд      | Ледена дворана Пионир  | 2000      | 1948    |
| Црвена звезда | Београд      | Ледена дворана Пионир  | 2000      | 1946    |
| Војводина     | Нови Сад     | СПЕНС                  | 1000      | 1957    |
| Нови Сад      | Нови Сад     | СПЕНС                  | 1000      | 1998    |
| Беостар       | Нови Београд | Ледена дворана Пингвин | 1000      | 2006    |

## Табела
| #  | Клуб          | ИГ | Д  | ИЗП | ИЗ | ГД | ГП  | Б  |
| -- | ------------- | -- | -- | --- | -- | -- | --- | -- |
| 1. | Партизан      | 16 | 11 | 2   | 3  | 78 | 31  | 24 |
| 2. | Војводина     | 16 | 12 | 0   | 4  | 76 | 38  | 24 |
| 3. | Нови Сад      | 16 | 7  | 4   | 5  | 52 | 54  | 18 |
| 4. | Црвена звезда | 16 | 5  | 2   | 9  | 53 | 67  | 12 |
| 5. | Беостар       | 16 | 1  | 0   | 15 | 46 | 115 | 2  |

ИГ = одиграо, Д = победио, ИЗП = Пораз у продужетку, ИЗ = изгубио, ГД = голова дао, ГП = голова примио, Б = бодова

## Плеј оф

### Полуфинале
Партизан - Црвена звезда 2:1
- Партизан - Црвена звезда 3:4 пен.(1:2,1:2,1:0)
- Црвена звезда – Партизан 1:3 (0:0,0:3,1:0)
- Партизан - Црвена звезда 6:0 (1:0,1:0,4:0)

Војводина - Нови Сад 2:0
- ХК Војводина - Нови Сад 4:1 (0:0,1:0,3:1)
- Нови Сад – Војводина 1:3 (0:0,0:1,3:0)

### За треће место
Нови Сад - Црвена звезда 2:1
- Црвена звезда - Нови Сад 5:4 пр.
- Нови Сад - Црвена звезда 4:2
- Нови Сад - Црвена звезда 3:1

### Финале
- Партизан - Војводина 2:0
- Партизан - Војводина 5:2 (2:0,0:2,3:0)
- Војводина - Партизан 2:5 (0:3,0:1,2:1)

| Првак Хокејашке лиге Србије 2006/07. |
| ------------------------------------ |
| ХК Партизан 1. титула.               |

1. ↑  Укупно једанаеста титула ХК Партизана, рачунајући трофеје освојене у СФРЈ, СРЈ и СЦГ.